# Ambassis ambassis
Ambassis ambassis là một loài cá biển-nước lợ thuộc chi Ambassis trong họ Cá sơn biển. Loài này được mô tả lần đầu tiên vào năm 1802.

## Từ nguyên
Từ định danh ambassis được Latinh hóa từ l'ambasse, một cái tên viết tay do Philibert Commerson đặt, được cho có nghĩa là "de deux sous" ("hai xu"), một cách nói của người Pháp vào thế kỷ 19 để chỉ một thứ rẻ tiền hoặc vô giá trị, hàm ý đề cập đến loài cá này có nhiều ở đảo Réunion, là nơi đã thu thập mẫu định danh của chúng.

## Phân bố và môi trường sống
A. ambassis có phân bố giới hạn trong vùng Đông Phi, bao gồm các đảo quốc ngoài khơi, kéo dài đến bờ tây nam Ấn Độ. Kết quả phân tích phát sinh loài của Ghazali và cộng sự (2024) cho rằng Ambassis gymnocephalus là đồng nghĩa của A. ambassis. Nếu đúng như vậy, thì phạm vi của A. ambassis sẽ mở rộng đến Tây Thái Bình Dương.
A. ambassis ưa sống ở môi trường nước lợ của cửa sông, nhưng cũng có thể xâm nhập vào môi trường nước ngọt.

## Mô tả
Chiều dài lớn nhất được ghi nhận ở A. ambassis là 15 cm. Đầu và thân trong mờ, ánh bạc, vùng lưng có màu nâu lục. Vảy ở thân trên cùng có các chấm đen nhỏ. Màng vây lưng có màu xám giữa gai thứ 2 và 4, chóp vây có màu đen.
Số gai vây lưng: 7–8; Số tia vây lưng: 8–10; Số gai vây hậu môn: 3; Số tia vây hậu môn: 9–11; Số tia vây ngực: 14–15.

## Sinh thái
Thức ăn của A. ambassis là giáp xác, cá bột, ấu trùng và côn trùng.

## Sử dụng
A. ambassis được đánh bắt với số lượng lớn ở bang Kerala (Ấn) và được sử dụng làm thực phẩm hoặc làm cá mồi để đánh bắt các loài cá khác. Đây cũng là một thành phần quan trọng của nghề cá ở Madagascar. Loài cá này cũng được muối khô.